# Exil
Als Exil (lateinisch Exilium, zu ex(s)ul = in der Fremde weilend, verbannt, Adjektiv: exilisch) bezeichnet man die Abwesenheit eines Menschen oder einer Volksgruppe von der eigenen Heimat, die aufgrund von Ausweisung, Verbannung, Vertreibung, Ausbürgerung, Zwangsumsiedlung, religiöser oder politischer Verfolgung sowie unerträglicher Verhältnisse im Heimatland mit anschließender Auswanderung hervorgerufen wurde. Das Exil ist daher meist durch Einschränkungen der freien Entfaltung des Individuums oder einer Bedrohung in der Heimat begründet. Im Gegensatz zur Deportation können am neu gewählten Zielort jedoch keine weiteren Freiheitsbeschränkungen durch den für das Exil verantwortlichen Staat stattfinden. Da das Exil typischerweise auf Unfreiwilligkeit beruht, empfinden Exilanten ihren Zustand meist als unerwünscht und bedrückend. Sie streben daher in der Regel eine baldige Rückkehr ins Heimatland an, sobald der ursprüngliche Grund für den Gang ins Exil beseitigt ist, etwa durch einen Regierungswechsel.

## Geschichtliche Beispiele
Bereits im Altertum existierten Formen des Zwangexils. Nebukadnezar II. ließ die Israeliten im babylonischen Exil in Babylonien ansiedeln, doch wurden gleiche Praktiken auch in Assyrien oft angewendet. Hintergrund dieser Aktionen war die Absicht, eine politische Beruhigung in aufständischen Gebieten dadurch herzustellen, dass die einheimische Bevölkerung entweder mit fremden Kulturen vermischt oder Teile der ansässigen Einwohner in entfernte Gebiete exiliert wurden.
Im antiken Rom hatte der römische Senat die Macht, das Exil auf Einzelpersonen, Familien oder sogar ganze Gebiete auszurufen. Ein berühmter Römer im Exil war der Dichter Ovid. Er wurde gezwungen, Rom zu verlassen und in die Stadt Tomis am Schwarzen Meer zu ziehen, dem heutigen Constanța. Dort schrieb er sein berühmtes Werk Tristia über seine Empfindungen im Exil. Weitere berühmte, zumindest zeitweilige Exilanten sind z. B. Du Fu, Thomas Becket, Dante Alighieri, Napoléon Bonaparte und Leo Trotzki.
Während der Zeit des Nationalsozialismus gingen schon in den ersten Jahren nach 1933 viele Juden, sowie ein erheblicher Teil der deutschen Künstler und Intellektuellen ins Exil, wie etwa die Schriftsteller Thomas Mann, Klaus Mann, Bertolt Brecht und Anna Seghers. Auch Albert Einstein und zahlreiche andere jüdischstämmige Wissenschaftler emigrierten. An den Universitäten wurde etwa ein Fünftel der Lehrenden vertrieben. 60 % der Betroffenen emigrierten.
Zunächst wurden häufig benachbarte Länder wie die Niederlande und Frankreich als Exil gewählt. Nachdem viele dieser Länder zu Beginn des Zweiten Weltkriegs von Deutschland besetzt wurden, mussten die Exilanten erneut fliehen, viele gingen in die USA. Dabei entstand auch eine eigene Exilliteratur, etwa der Roman Der Vulkan von Klaus Mann, in dem die deutsche Exilantenszene in Paris beschrieben wird, oder Das siebte Kreuz von Anna Seghers.
Einen bedeutenden Exodus erlebte auch Argentinien nach der Machtübernahme der Militärdiktatur 1976, die im Zuge der „Terrorismusbekämpfung“ einen selbsterklärten „Schmutzigen Krieg“ gegen linksgerichtete Personen führte. Dabei wurden bis zu 30.000 Menschen ermordet, die zum Großteil spurlos „verschwanden“ und als Desaparecidos bekannt wurden. Ähnliches war bereits 1973 nach dem Putsch in Chile durch Augusto Pinochet geschehen, nach dem ein erheblicher Teil der staatlich verfolgten Chilenen in der DDR, aber auch in Westdeutschland eine Zuflucht fand.
Seit der US-geführten Invasion des Irak 2003 und der anschließenden Besetzung des Landes hat sich die Lage der irakischen Christen massiv verschlechtert, was zu einer massenhaften Abwanderung ins Exil in den Nachbarländern geführt hat. Seit 2005 zunehmende Kämpfe zwischen Schiiten, Sunniten und Kurden sowie der islamistische Terrorismus machen die Lage der Christen immer bedrohlicher. Im Jahr 2010 lebten von zuvor mehreren Millionen Christen nur noch 600.000 im Irak. Etwa 1,5 Millionen flüchteten insgesamt in den 10 Jahren ins Exil nach Syrien bzw. Jordanien. Viele andere flohen in die Nachbarländer Türkei und Libanon, nach Europa oder in die USA. Manche Beobachter gehen sogar von einem drohenden Ende der fast 2000-jährigen Geschichte der Christen auf dem Gebiet des heutigen Irak aus.

## Exilformen
Mit den Plural-Begriffen Exulanten und Exilierte (Singular Exulant/Exilierter) bezeichnet man Menschen, die sich im Exil befinden, wobei die Form Exilierte für ein staatlich angeordnetes Exil verwendet wird. Die Umschreibungen werden auch in Zusammenhang mit Nationalitätsbezeichnungen verwendet, beispielsweise Exiliraner, Exilrusse oder Exilkubaner. Der Dalai Lama ist derzeit einer der weltweit bekannten Exulanten. Die Begriffe Exilant/Exilanten sind dagegen neue Wortschöpfungen, die sich aus der lateinischen Bezeichnung exsilium ableiten, obwohl, vom lateinischen Ausdruck ausgehend, die gebräuchliche Form exul verwendet wird.
In vielen Ländern, so auch in Deutschland, können Exilanten unter bestimmten Voraussetzungen auf Antrag politisches Asyl bekommen, das heißt einen rechtlichen Status, der einer Aufenthaltserlaubnis entspricht und rechtlich davor schützt, in die Heimat abgeschoben und den obengenannten Fluchtgründen ausgeliefert zu werden. In Großbritannien sind Bürger aus Commonwealth-Ländern aufenthaltsrechtlich den Einheimischen (Briten) gleichgestellt, weshalb sich dort für Exilanten aus diesen Ländern ein politisches Asyl erübrigt.
Es kann die Situation eintreten, dass eine Person, die sich über lange Zeit hinweg, womöglich sogar das ganze Leben lang, legal in einem Land aufgehalten hat, jedoch Staatsbürger eines anderen Landes ist, aus unterschiedlichen Gründen in ihr offizielles Heimatland abgeschoben wird, obwohl sie keinerlei Beziehungen (mehr) zu diesem Land hat und möglicherweise nicht einmal die Sprache dieses Landes spricht.
Eine Alternative zum Exil, besonders in der Zeit des Nationalsozialismus, ist die innere Emigration.

### Freiwilliges Exil
Die Auswanderung wird manchmal als freiwilliges Exil bezeichnet.

### Zwangsexil
In der NS-Zeit konnten viele Juden nur durch das Exil dem Holocaust entkommen. Die Nationalsozialisten erzwangen nach dem November-Pogrom von 1938 solche Auswanderungen als Vorbedingung zur Entlassung aus der Konzentrationslagerhaft. Der Vorgang wiederholte sich ähnlich kurz nach der Besetzung Österreichs durch den NS-Staat. Der Weg führte sie zunächst vorzugsweise in die Nachbarländer Tschechoslowakei, Großbritannien und Frankreich. Große Exilgemeinden von aus Deutschland geflohenen Juden bildeten sich in Istanbul, São Paulo, New York, London, Shanghai (zeitweise Internierung durch Japan), Buenos Aires und Palästina. Zum Teil organisierten sie zunächst wechselseitige Unterstützung und pflegten dort über Jahrzehnte untereinander Kontakte.

### Landesverweisung
Aquae et ignis interdictio (lat. Untersagung der Gemeinschaft von Feuer und Wasser) war im Römischen Reich eine Form der Landesverweisung, die damit verbunden war, dass der Betroffene für vogelfrei erklärt und sein Besitz konfisziert wurde (vgl. Ächtung).

### Exil als Hehlwort
Die von der Gerichtsbarkeit angeordnete Verbringung von Kriminellen oder zaren- oder staatsfeindlichen Personen nach Sibirien wurde im Russischen Kaiserreich und später in der Sowjetunion mit dem Wort „Exil“ umschrieben. Diese euphemistische Bezeichnung ging auch in den Sprachgebrauch der Betroffenen und ihrer Angehörigen über. Das Urteil „Exil“ war nicht zwingend mit der Festsetzung in einem Arbeitslager verbunden, sondern es zwang den Verurteilten, ausschließlich in einem zugewiesenen Gebiet oder in einer bestimmten Stadt in Sibirien zu leben. Beispiele aus den 1980er Jahren sind die Urteile gegen Oles Berdnyk und Andrei Sacharow.